# Vahram Kevorkian
Vahram Kevorkian (Armeens: Վահրամ Կևորկյան) (Armenië (Keizerrijk Rusland), 17 december 1887 –  Antwerpen, 17 juli 1911) was een Armeense voetballer, die actief was begin de 20ste eeuw. Hij speelde 8 seizoenen in België en gold als een van de grootste voetballers in de Belgische competitie voor de Eerste Wereldoorlog.
Hij kwam vermoedelijk in 1902 toe in België. Hij kwam als student uit Amerika en vestigde zich in Brugge. Daar sloot hij zich aan bij Cercle Brugge. Het eerste seizoen, 1902/03, had hij bij Cercle geen basisplaats, maar vanaf het seizoen daarop, 1903/04, speelde hij in de eerste ploeg van Cercle.
Vanaf 1905/06 speelde hij bij het Antwerpse Beerschot AC, dat echter degradeerde op het eind van dat seizoen. Ondanks deze degradatie naar Afdeling II (bevordering of promotie genoemd in die tijd), bleef Kevorkian op het Kiel en bracht Beerschot opnieuw naar de Ereafdeling het volgende seizoen.
Vahram Kevorkian speelde zijn laatste wedstrijd op 26 februari 1911, uitgerekend op en tegen Cercle Brugge. De wedstrijd eindigde op 2-2. Na verwikkelingen bij een operatieve ingreep voor een blindedarmontsteking, overleed Vahram Kevorkian op 17 juli 1911. Hij werd op 18 juli 1911 op 24-jarige leeftijd ten grave gedragen door zijn ploegmakkers van Beerschot. Vahram Kevorkian speelde 103 wedstrijden in de Belgische competitie en scoorde 81 doelpunten.
Zijn uitstekende doelpuntengemiddelde resulteerde dan ook in een selectie voor de Belgische nationale ploeg. Het was wel zo dat je Belg moest zijn om in de nationale ploeg mee te doen, maar toen die regel van toepassing werd, speelde Kevorkian al in België, waardoor hij mocht meedoen. Hoewel hij Armeniër was, kwam hij eenmaal uit voor de Belgische nationale ploeg, op 26 oktober 1908. Tijdens de wedstrijd België - Zweden scoorde hij in de 30ste minuut het openingsdoelpunt. België won de wedstrijd met 2-1.